# La Dame au masque
Pour plus de détails, voir Fiche technique et Distribution.
La Dame au masque (Die Dame mit der Maske) est un film allemand réalisé par Wilhelm Thiele, sorti en 1928.

## Fiche technique
- Titre original : Die Dame mit der Maske
- Titre français : La Dame au masque
- Réalisation : Wilhelm Thiele
- Scénario : Henrik Galeen et Alexander Esway
- Pays d'origine : République de Weimar
- Format : Noir et blanc - 1,33:1 - Film muet
- Date de sortie : 1928

## Distribution
- Max Gülstorff : Freiherr von Seefeld
- Arlette Marchal : Doris von Seefeld
- Vladimir Gajdarov : Alexander von Illagin
- Heinrich George : Otto Hanke
- Dita Parlo : Kitty
- Paul Hörbiger : Michael
- Gyula Szöreghy : Directeur du théâtre Apollo
- Fritz Kampers : le régisseur